# Latukanjärvi
Latukanjärvi eller Latukajärvi är en sjö i Finland. Den ligger i kommunen Evijärvi i landskapet Södra Österbotten, i den centrala delen av landet, 400 km norr om huvudstaden Helsingfors. Latukanjärvi ligger 68 meter över havet. Arean är 6,2 hektar och strandlinjen är 1,09 kilometer lång. Sjön  ingår i Purmo å huvudavrinningsområde.   I omgivningarna runt Latukanjärvi växer i huvudsak blandskog.